# Kościół św. Mikołaja we Wszemborzu
Kościół św. Mikołaja we Wszemborzu – murowany kościół zlokalizowany we wsi Wszembórz, w województwie wielkopolskim w gminie Kołaczkowo. Jest świątynią parafii św. Mikołaja we Wszemborzu.

## Opis
Kościół został zaprojektowany przez architekta Stefana Cybichowskiego z Poznania. Budowa rozpoczęła się we wrześniu 1934. Zakończono ją w maju 1935 (stan surowy). W 1941 kościół został przez Niemców zamieniony w warsztat samochodowy. Po wojnie ks. Unisław Smaruj naprawił wyrządzone szkody (dach, powałę, okna) oraz wyposażył wnętrze kościoła. Świątynia może pomieścić ok. 1000 wiernych. W ciągu ostatnich kilku lat wstawione zostały witraże. Do 1956 parafią administrowali proboszczowie z Kołaczkowa.

## Galeria

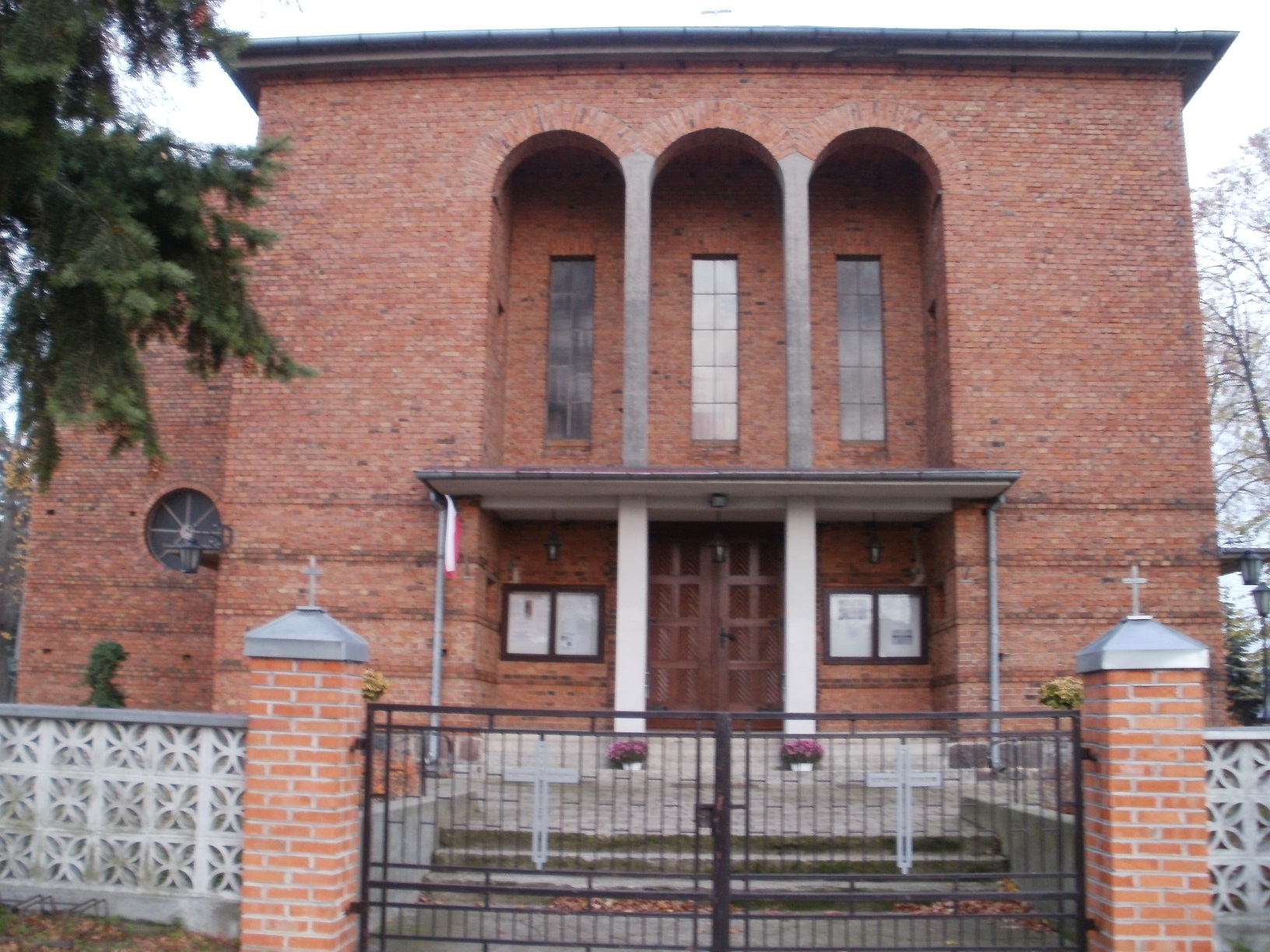
Brama wejściowa do kościoła
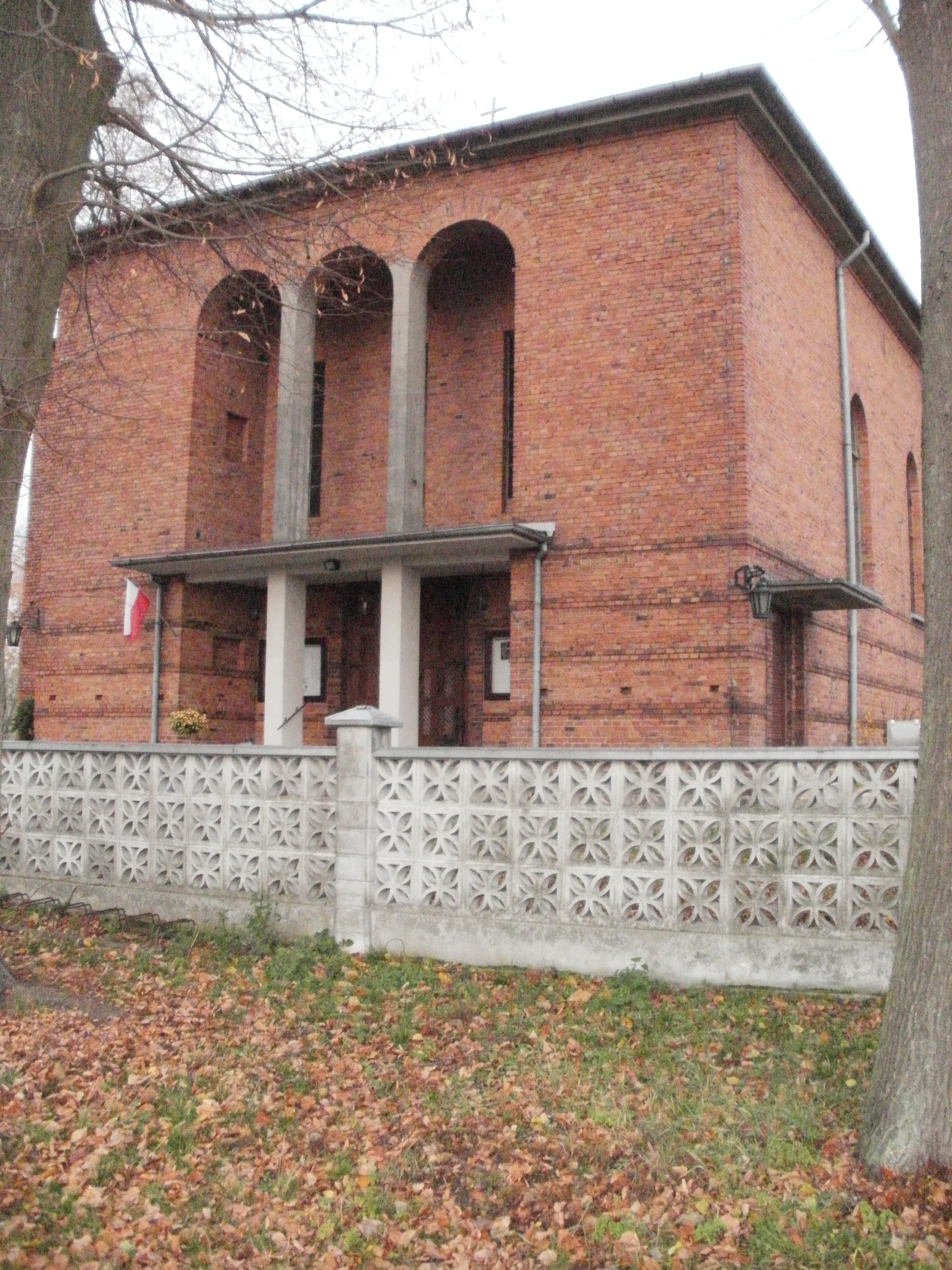
Front
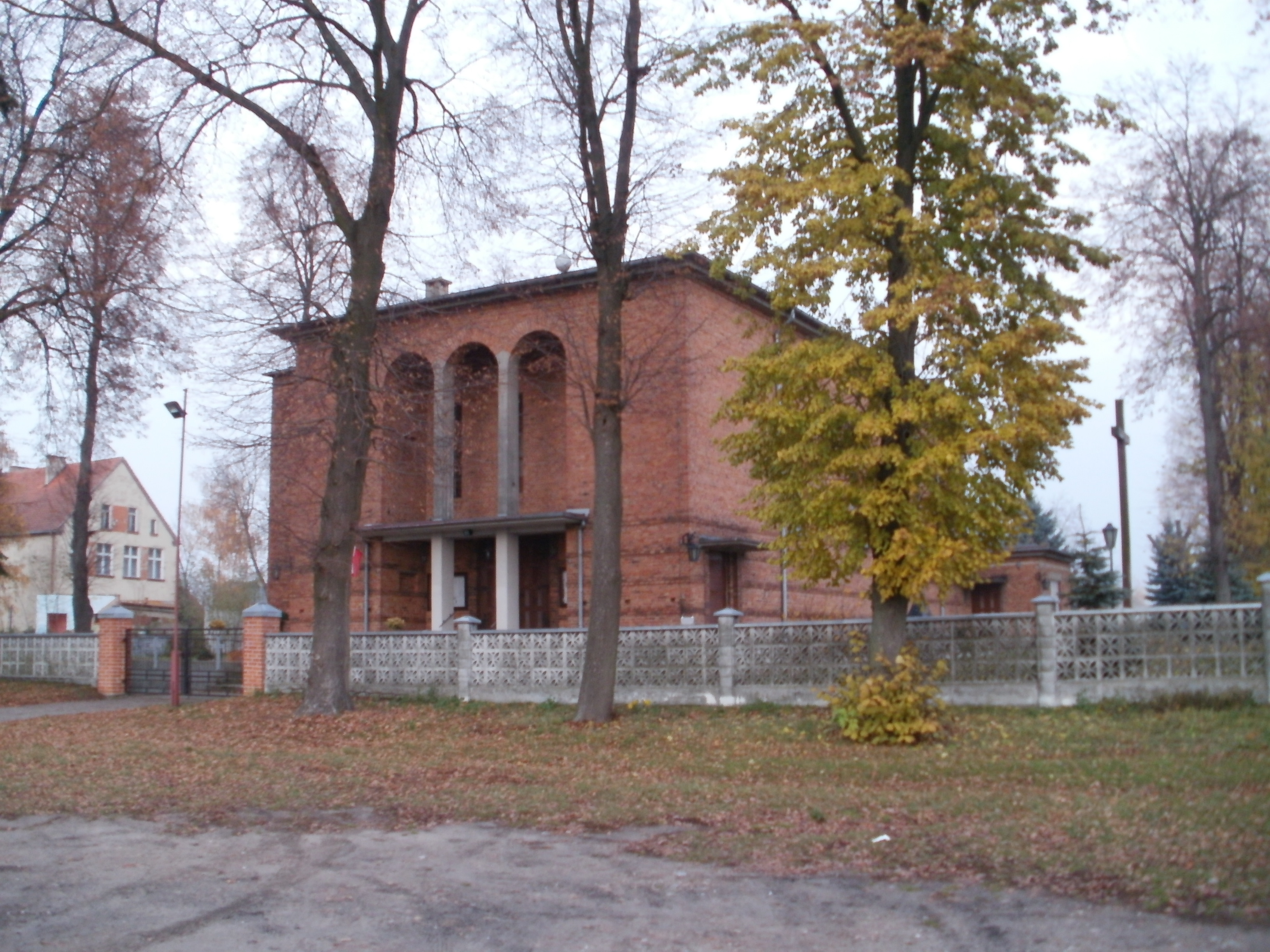
Widok z oddali
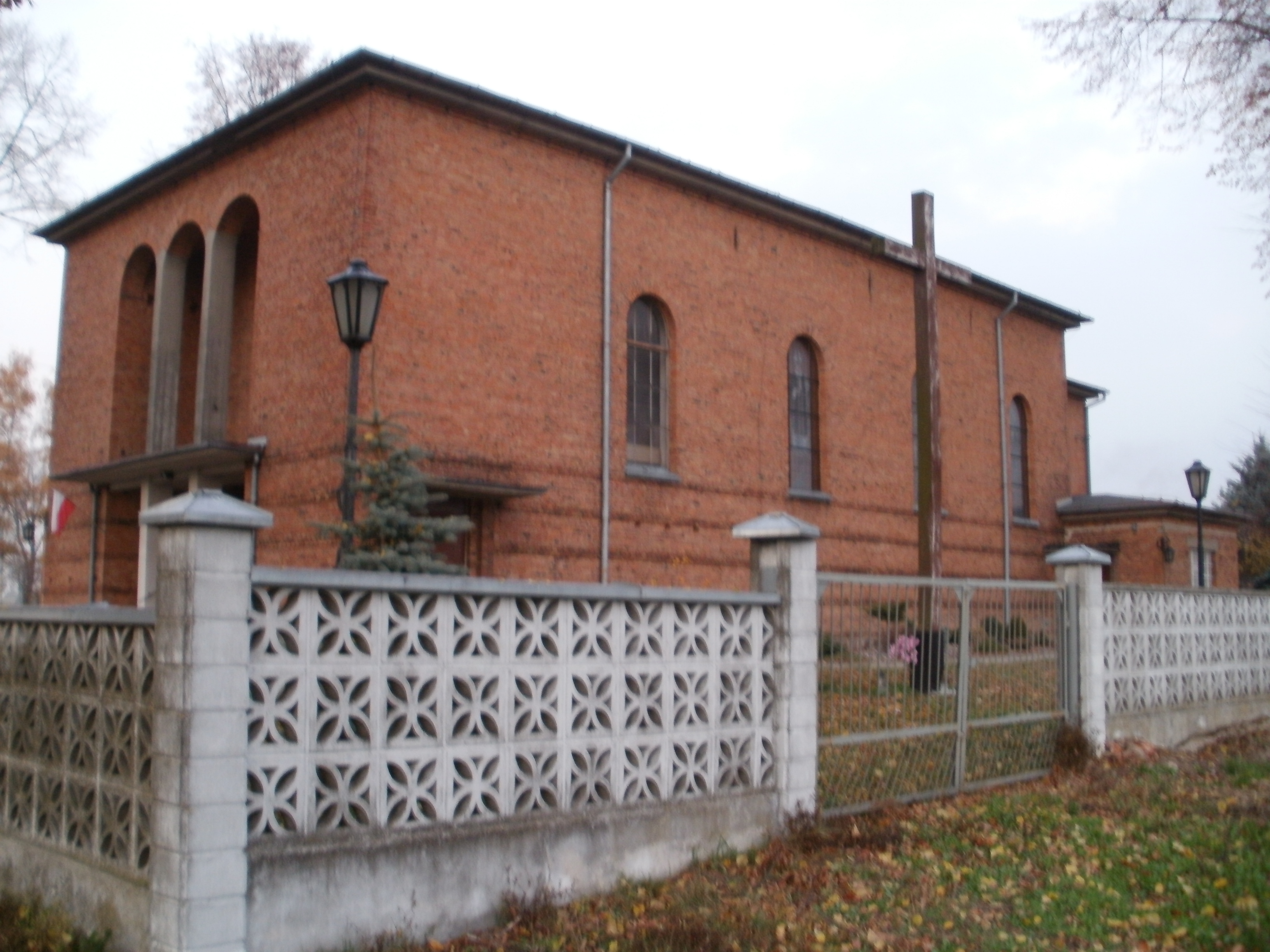
Ściana południowa
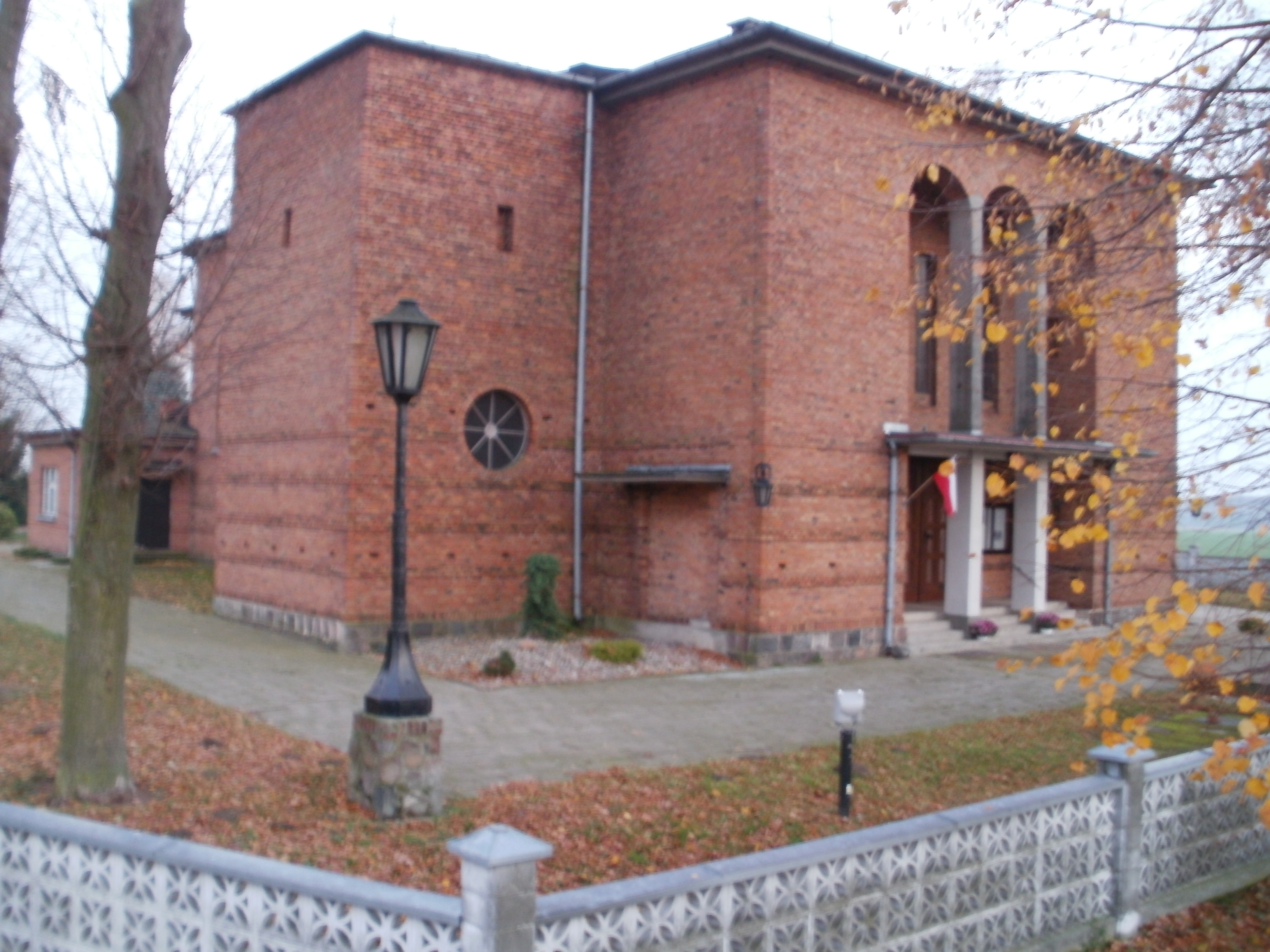
Ściana północna
Plan sytuacyjny zabudowań kościoła
Fasada kościoła